# Jürgen Marek
Jürgen Marek (* 24. August 1951 in Jungingen) ist ein ehemaliger deutscher Fußballspieler und -trainer. In der Bundesliga spielte er für den FC Bayern München und den 1. FC Saarbrücken.

## Karriere als Spieler
Marek war von 1969 bis 1972 für den SV 03 Tübingen in der drittklassigen 1. Amateurliga Schwarzwald-Bodensee aktiv und gewann mit ihm 1970 die Meisterschaft, bevor er 1972 zum Ligakonkurrenten FC 08 Villingen, dem Absteiger aus der Regionalliga Süd wechselte und dort bis Saisonende 1975 blieb.
Zur Saison 1975/76 verpflichtete ihn der FC Bayern München, für den er sieben Bundesligaspiele bestritt. Nachdem er sich im Ablösespiel einen mehrfachen Bänderriss im Knöchel zugezogen hatte, fiel er für mehr als drei Monate verletzungsbedingt aus und konnte sein Debüt erst am 20. September 1975 (8. Spieltag) bei der 1:4-Niederlage im Auswärtsspiel gegen Borussia Mönchengladbach geben. Marek wurde in der 57. Minute für Karl-Heinz Rummenigge eingewechselt und erzielte mit dem zwischenzeitlichen 1:3 in der 75. Minute auch sein einziges Erstligator. In seiner ersten Profi-Saison kam er auch erstmals im DFB-Pokal-Wettbewerb zum Einsatz, als er in der 2. Hauptrunde, beim 3:0-Sieg beim Bünder SV 08/09 in der 80. Minute für Ludwig Schuster, ins Spiel kam. Auch international kam er zu seinem Debüt, als er am 18. Oktober 1975 im Erstrunden-Rückspiel, beim 3:1-Sieg gegen den luxemburgischen Meister Jeunesse Esch 90 Minuten im Olympiastadion München spielte. Ein weiteres Spiel bestritt er am 22. Oktober im Achtelfinal-Hinspiel, bei der 0:1-Niederlage beim schwedischen Meister Malmö FF, mit Einwechslung für Ludwig Schuster in der 79. Minute.
Die anschließende Spielzeit beim Ligakonkurrenten 1. FC Saarbrücken ab der Saison 1976/77 währte nur kurz, da Marek bis zum 13. November 1976 (13. Spieltag) nur vier Spiele bestritt und noch vor der Winterpause zum Zweitligaaufsteiger BSV 07 Schwenningen wechselte. In der Staffel Süd kam er – erstmals am 26. Dezember 1976 (20. Spieltag), beim 1:1-Unentschieden im Heimspiel gegen die SpVgg Bayreuth − 19 Mal zum Einsatz und erzielte zwei Tore. Nach dem Abstieg des Vereins, wechselte er zum Zweitligaaufsteiger Freiburger FC, für den er bis Saisonende 1980/81 103 Zweitliga- (24 Tore) und fünf DFB-Pokal-Spiele (1 Tor) absolvierte. Sein letztes Spiel als Profi bestritt er am 15. Mai 1981 (37. Spieltag) bei der 3:4-Niederlage im Auswärtsspiel gegen den ESV Ingolstadt.

## Karriere als Trainer
Marek ließ seine Karriere in der Verbandsliga Südbaden beim SV Oberweier als Spielertrainer ausklingen und erwarb die Fußballtrainer-Lizenz. 1991 stieg der von ihm trainierte Landesligist SV Oberweier als Vizemeister in die Verbandsliga auf.
Am 23. Mai 1994 übernahm er das Traineramt beim Offenburger FV, nachdem dessen Abstieg in die Landesliga feststand. Im Dezember 1996 trat Marek aus sportlichen Gründen zurück. Am 29. März 1997 löste er Hans Linsenmaier als Trainer des Verbandsligisten Freiburger FC ab, verließ den Verein aber wieder im Sommer 1998. Im Oktober 2001 wechselte er vom Bezirksligisten SC Friesenheim zum zwei Klassen höher spielenden Verbandsligisten SV Endingen, mit dem er am Ende der Saison 2001/2002 in die Landesliga abstieg und den er dort zwei weitere Spielzeiten betreute.
Ab dem 1. Juli 2004 trainierte er bis zu seiner Amtsniederlegung am 11. September 2008 den Landesligisten Lahrer FV 03. 2013 war er als Anzeigenberater für die Badische Zeitung tätig. Inzwischen lebt er als Rentner im Friesenheimer Ortsteil Oberweier.

## Erfolge
- Europapokalsieger der Landesmeister 1976 (mit dem FC Bayern München)